# Trà Vinh
Trà Vinh est une ville du sud du Việt Nam, capitale de la province homonyme. Elle est située sur un des bras du Mékong, 200 km au sud-ouest de Hô-Chi-Minh-Ville et 100 km nord-est de Cần Thơ. La ville a été fondée en 1900 et est devenue centre administratif de la province de Trà Vinh en 1955.

## Démographie

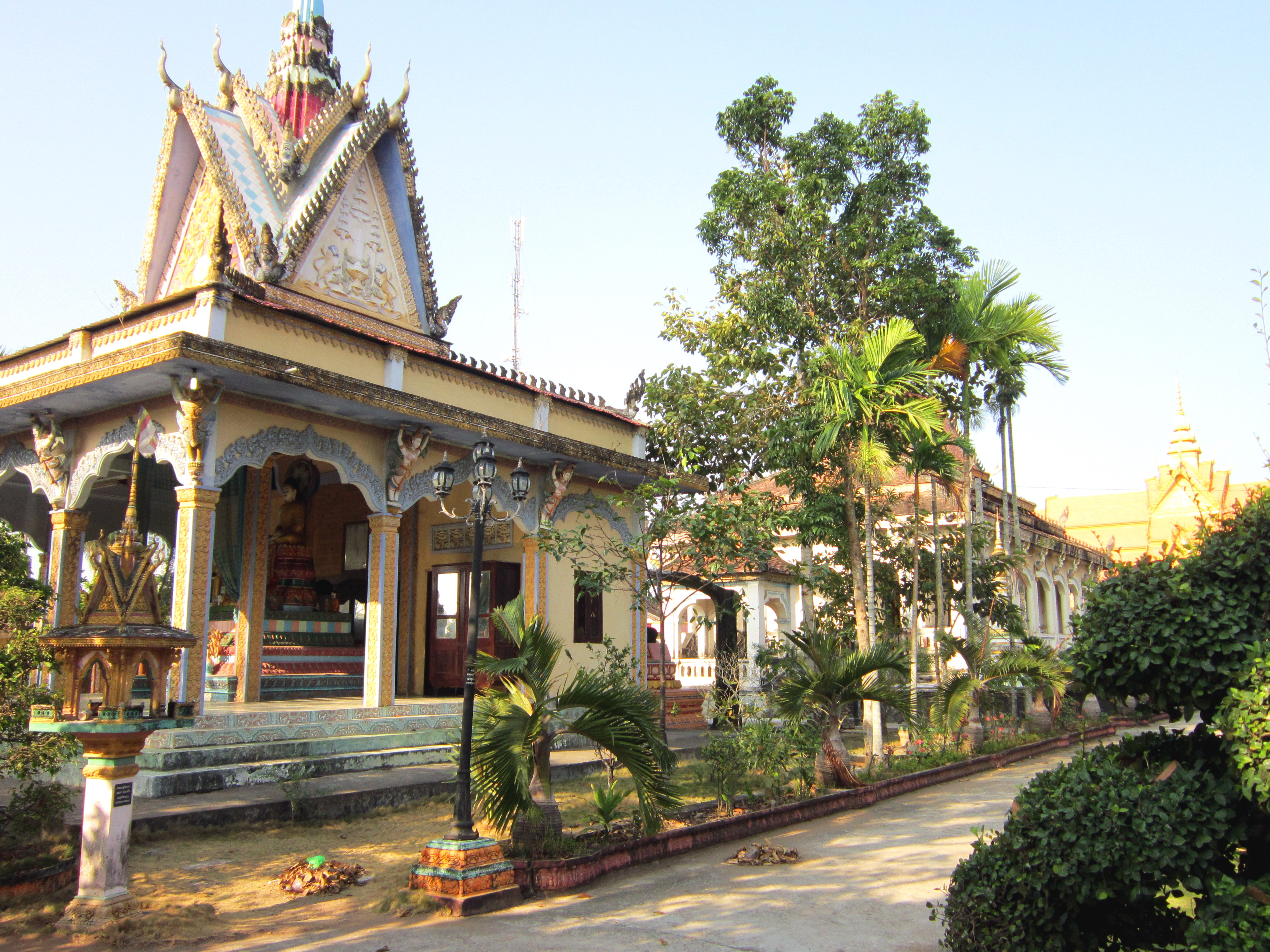
Le temple bouddhiste de Trà Vinh.

En 2010, la ville comptait environ 109 000 habitants.